# Walter Leinweber
Walter Leinweber (* 18. April 1907 in Füssen; † 2. März 1997 ebenda) war ein deutscher Eishockeytorwart.

## Leben
Walter Leinweber wurde 1907 als Sohn des Füssener Bauunternehmers und Stadtrats Rudolf Leinweber und seiner Frau Anna geboren. Er besuchte die Realschule in Kaufbeuren und die Holzfachschule in Rosenheim. Zusammen mit seinem älteren Bruder Bruno gehörte er zu den ersten Spielern des 1922 gegründeten EV Füssen. 1929 übernahm er das väterliche Sägewerk, während Bruno ins Bauunternehmen einstieg. Zum 1. Mai 1933 trat Leinweber der NSDAP bei (Mitgliedsnummer 2.277.178), zum 15. Oktober desselben Jahres schloss er sich der SA an, in der er Scharführer war. 1937 heiratete er Elisabeth Wiedemann. Im Zweiten Weltkrieg wurde er aufgrund seiner sportlichen Erfolge zunächst freigestellt, meldete sich dann aber freiwillig zum Kriegsdienst. Walter Leinweber starb 1997 und ist auf dem Alten Friedhof in Füssen beigesetzt.

## Karriere
Walter Leinweber nahm mit Deutschland an den Olympischen Winterspielen 1932 in Lake Placid teil, bei denen er mit seiner Mannschaft die Bronzemedaille gewann. Er selbst kam im Turnierverlauf in allen sechs Spielen zum Einsatz – in seinem Fall unabdingbar, da das deutsche Team (heute undenkbar!) mit nur einem Torwart angereist war. Bei der Weltmeisterschaft 1930 gewann er mit seiner Mannschaft die Silbermedaille. Als bestes europäisches Team wurde Deutschland zudem Europameister. Bei der Weltmeisterschaft 1934 gewann er mit der Nationalmannschaft die Bronzemedaille. Als bestes europäisches Team wurde Deutschland erneut Europameister.
Auf Vereinsebene spielte der Torwart für den EV Füssen, mit dem er 1949 die deutsche Meisterschaft gewann. Leinweber ist Mitglied der deutschen Hall of Fame, die vom Eishockeymuseum geführt wird, und war Ehrenmitglied des EV Füssen.

## Erfolge und Auszeichnungen
- 1930 Silbermedaille bei der Weltmeisterschaft und Europameister
- 1932 Bronzemedaille bei den Olympischen Winterspielen
- 1934 Bronzemedaille bei der Weltmeisterschaft und Europameister
- 1949 Deutscher Meister mit dem EV Füssen